# Hanchuan
Hanchuan (汉川市S, HànchuānP) è una città-contea della Cina, situata nella provincia di Hubei e amministrata dalla prefettura di Xiaogan.